# Deutsche Tourenwagen Masters 2018
La stagione 2018 del Deutsche Tourenwagen Masters è stata la diciannovesima edizione del campionato, da quando la serie è ripresa nel 2000. È iniziata il 5 maggio all'Hockenheimring e si è conclusa il 14 ottobre sullo stesso circuito con la vittoria di Gary Paffett, al suo secondo titolo mondiale.

## Contesto
Il 2018 è la stagione conclusiva dell'attuale motorizzazione V8 aspirato da 4,0 litri che ha debuttato nella stagione inaugurale. Il 2018 è anche la stagione conclusiva del team Mercedes AMG nel DTM a causa del passaggio della scuderia alla FIA Formula E dalla stagione 2019-20, confermando così il ritiro della Mercedes AMG nel DTM dopo 19 anni di partecipazione.
René Rast è il campione dei piloti in carica, avendo vinto il titolo al secondo round di gara sul Hockenheimring nella stagione precedente. L'Audi ha iniziato la stagione come Campione dei Costruttori in carica, avendo ottenuto il secondo titolo consecutivo di costruttore DTM nell'anno scorso.
Le gare in Gran Bretagna e in Italia sono programmate per tornare nel programma DTM per la prima volta rispettivamente dal 2013 e 2010. Il 6 dicembre 2017 è stato confermato che il round britannico si tiene a Brands Hatch. Il Moscow Raceway è stato soppresso dal calendario del DTM 2018. Per la prima volta, Misano ospiterà il round in Italia.

## Scuderie e piloti
| Costruttore   | Vettura              | Scuderia                                   | #  | Pilota            | Gare |
| ------------- | -------------------- | ------------------------------------------ | -- | ----------------- | ---- |
| Mercedes-Benz | Mercedes-AMG C63 DTM | Mercedes-AMG Motorsport Petronas           | 2  | Gary Paffett      | 1-10 |
| Mercedes-Benz | Mercedes-AMG C63 DTM | Mercedes-AMG Motorsport Petronas           | 94 | Pascal Wehrlein   | 1-10 |
| Mercedes-Benz | Mercedes-AMG C63 DTM | Mercedes-AMG Motorsport Remus              | 3  | Paul di Resta     | 1-10 |
| Mercedes-Benz | Mercedes-AMG C63 DTM | Mercedes-AMG Motorsport Remus              | 17 | Sébastien Ogier   | 9    |
| Mercedes-Benz | Mercedes-AMG C63 DTM | Mercedes-AMG Motorsport Remus              | 23 | Daniel Juncadella | 1-10 |
| Mercedes-Benz | Mercedes-AMG C63 DTM | Silberpfeil Energy Mercedes-AMG Motorsport | 22 | Lucas Auer        | 1-10 |
| Mercedes-Benz | Mercedes-AMG C63 DTM | Silberpfeil Energy Mercedes-AMG Motorsport | 48 | Edoardo Mortara   | 1-10 |
| Audi          | Audi RS5 DTM         | Audi Sport Team Abt Sportsline             | 4  | Robin Frijns      | 1-10 |
| Audi          | Audi RS5 DTM         | Audi Sport Team Abt Sportsline             | 5  | Mattias Ekström   | 1    |
| Audi          | Audi RS5 DTM         | Audi Sport Team Abt Sportsline             | 51 | Nico Müller       | 1-10 |
| Audi          | Audi RS5 DTM         | Audi Sport Team Rosberg                    | 33 | René Rast         | 1-10 |
| Audi          | Audi RS5 DTM         | Audi Sport Team Rosberg                    | 53 | Jamie Green       | 1-10 |
| Audi          | Audi RS5 DTM         | Audi Sport Team Phoenix                    | 28 | Loïc Duval        | 1-10 |
| Audi          | Audi RS5 DTM         | Audi Sport Team Phoenix                    | 99 | Mike Rockenfeller | 1-10 |
| BMW           | BMW M4 DTM           | BMW Team RBM                               | 7  | Bruno Spengler    | 1-10 |
| BMW           | BMW M4 DTM           | BMW Team RBM                               | 47 | Joel Eriksson     | 1-10 |
| BMW           | BMW M4 DTM           | BMW Team RMG                               | 11 | Marco Wittmann    | 1-10 |
| BMW           | BMW M4 DTM           | BMW Team RMG                               | 15 | Augusto Farfus    | 1-10 |
| BMW           | BMW M4 DTM           | BMW Team RMR                               | 12 | Alex Zanardi      | 7    |
| BMW           | BMW M4 DTM           | BMW Team RMR                               | 16 | Timo Glock        | 1-10 |
| BMW           | BMW M4 DTM           | BMW Team RMR                               | 25 | Philipp Eng       | 1-10 |

## Calendario
| Gara | Gara | Circuito                              | Data         |
| ---- | ---- | ------------------------------------- | ------------ |
| 1    | 1    | Hockenheimring                        | 5 maggio     |
| 1    | 2    | Hockenheimring                        | 6 maggio     |
| 2    | 3    | EuroSpeedway Lausitz                  | 19 maggio    |
| 2    | 4    | EuroSpeedway Lausitz                  | 20 maggio    |
| 3    | 5    | Hungaroring                           | 2 giugno     |
| 3    | 6    | Hungaroring                           | 3 giugno     |
| 4    | 7    | Norisring                             | 23 giugno    |
| 4    | 8    | Norisring                             | 24 giugno    |
| 5    | 9    | Circuito di Zandvoort                 | 14 luglio    |
| 5    | 10   | Circuito di Zandvoort                 | 15 luglio    |
| 6    | 11   | Circuito di Brands Hatch              | 11 agosto    |
| 6    | 12   | Circuito di Brands Hatch              | 12 agosto    |
| 7    | 13   | Misano World Circuit Marco Simoncelli | 25 agosto    |
| 7    | 14   | Misano World Circuit Marco Simoncelli | 26 agosto    |
| 8    | 15   | Nürburgring                           | 8 settembre  |
| 8    | 16   | Nürburgring                           | 9 settembre  |
| 9    | 17   | Red Bull Ring                         | 22 settembre |
| 9    | 18   | Red Bull Ring                         | 23 settembre |
| 10   | 19   | Hockenheimring                        | 13 ottobre   |
| 10   | 20   | Hockenheimring                        | 14 ottobre   |

## Risultati e classifiche

### Gare
| Gara | Circuito       | Pole position     | Giro veloce       | Pilota vincitore  | Scuderia vincitrice                        | Costruttore vincitore |
| ---- | -------------- | ----------------- | ----------------- | ----------------- | ------------------------------------------ | --------------------- |
| 1    | Hockenheimring | Gary Paffett      | Daniel Juncadella | Gary Paffett      | Mercedes-AMG Motorsport Petronas           | Mercedes-Benz         |
| 2    | Hockenheimring | Timo Glock        | Gary Paffett      | Timo Glock        | BMW Team RMR                               | BMW                   |
| 3    | Lausitz        | Lucas Auer        | Daniel Juncadella | Edoardo Mortara   | Silberpfeil Energy Mercedes-AMG Motorsport | Mercedes-Benz         |
| 4    | Lausitz        | Philipp Eng       | Marco Wittmann    | Gary Paffett      | Mercedes-AMG Motorsport Petronas           | Mercedes-Benz         |
| 5    | Hungaroring    | Paul di Resta     | Lucas Auer        | Paul di Resta     | Mercedes-AMG Motorsport Remus              | Mercedes-Benz         |
| 6    | Hungaroring    | Lucas Auer        | Daniel Juncadella | Marco Wittmann    | BMW Team RMG                               | BMW                   |
| 7    | Norisring      | Edoardo Mortara   | Daniel Juncadella | Edoardo Mortara   | Silberpfeil Energy Mercedes-AMG Motorsport | Mercedes-Benz         |
| 8    | Norisring      | Daniel Juncadella | Jamie Green       | Marco Wittmann    | BMW Team RMG                               | BMW                   |
| 9    | Zandvoort      | Gary Paffett      | Gary Paffett      | Gary Paffett      | Mercedes-AMG Motorsport Petronas           | Mercedes-Benz         |
| 10   | Zandvoort      | Gary Paffett      | Mike Rockenfeller | René Rast         | Audi Sport Team Rosberg                    | Audi                  |
| 11   | Brands Hatch   | Daniel Juncadella | Marco Wittmann    | Daniel Juncadella | Mercedes-AMG Motorsport Remus              | Mercedes-Benz         |
| 12   | Brands Hatch   | Gary Paffett      | Paul di Resta     | Paul di Resta     | Mercedes-AMG Motorsport Remus              | Mercedes-Benz         |
| 13   | Misano         | Paul di Resta     | Augusto Farfus    | Paul di Resta     | Mercedes-AMG Motorsport Remus              | Mercedes-Benz         |
| 14   | Misano         | Loïc Duval        | Edoardo Mortara   | Joel Eriksson     | BMW Team RBM                               | BMW                   |
| 15   | Nürburgring    | René Rast         | René Rast         | René Rast         | Audi Sport Team Rosberg                    | Audi                  |
| 16   | Nürburgring    | René Rast         | Gary Paffett      | René Rast         | Audi Sport Team Rosberg                    | Audi                  |
| 17   | Red Bull Ring  | Daniel Juncadella | Lucas Auer        | René Rast         | Audi Sport Team Rosberg                    | Audi                  |
| 18   | Red Bull Ring  | Gary Paffett      | René Rast         | René Rast         | Audi Sport Team Rosberg                    | Audi                  |
| 19   | Hockenheimring | Lucas Auer        | Timo Glock        | René Rast         | Audi Sport Team Rosberg                    | Audi                  |
| 20   | Hockenheimring | Marco Wittmann    | Robin Frijns      | René Rast         | Audi Sport Team Rosberg                    | Audi                  |

### Classifiche
Sistema di punteggio
Vengono assegnati punti ai primi dieci classificati al traguardo col seguente metodo:
| Ordine d'arrivo | 1° | 2° | 3° | 4° | 5° | 6° | 7° | 8° | 9° | 10° |
| Punti           | 25 | 18 | 15 | 12 | 10 | 8  | 6  | 4  | 2  | 1   |

Anche i primi tre classificati in qualifica ottengono punti:
| Posizione di qualifica | 1° | 2° | 3° |
| Punti                  | 3  | 2  | 1  |

#### Classifica piloti
| Pos.                             | Pilota             | HOC | HOC | LAU | LAU | HUN | HUN | NOR | NOR | ZAN | ZAN | BRH | BRH | MIS  | MIS | NÜR | NÜR | RBR  | RBR | HOC  | HOC | Punti |
| -------------------------------- | ------------------ | --- | --- | --- | --- | --- | --- | --- | --- | --- | --- | --- | --- | ---- | --- | --- | --- | ---- | --- | ---- | --- | ----- |
| 1                                | Gary Paffett       | 1   | 3   | 9   | 13  | 6   | 15  | 2   | 132 | 1   | 21  | 6   | 21  | Rit  | 14  | 32  | 52  | 10   | 31  | 42   | 3   | 255   |
| 2                                | René Rast          | 9   | 72  | Rit | NP  | 4   | 10  | 16  | 14  | 17  | 13  | 43  | 3   | Rit3 | 3   | 1   | 1   | 1    | 1   | 1    | 12  | 251   |
| 3                                | Paul di Resta      | 7   | 9   | 6   | 4   | 1   | 53  | 4   | 6   | 23  | 3   | 16  | 12  | 1    | 6   | 18  | 2   | 4    | 43  | 8    | 14  | 233   |
| 4                                | Marco Wittmann     | 112 | 11  | 7   | 2   | 16  | 1   | 3   | 1   | 7   | 17  | 9   | 5   | 9    | 13  | 5   | 3   | 7    | 13  | 16   | 21  | 161   |
| 5                                | Timo Glock         | 3   | 1   | 2   | 5   | 14  | 2   | 10  | 10  | 6   | 10  | 13  | 11  | 7    | 15  | 4   | 16  | Rit2 | 7   | 3    | 10  | 144   |
| 6                                | Edoardo Mortara    | 4   | Rit | 1   | 11  | 5   | SQ  | 1   | 2   | 13  | 8   | 8   | 17  | 32   | 2   | 13  | 11  | 16   | 10  | 10   | 13  | 140   |
| 7                                | Lucas Auer         | 2   | 15  | 41  | 14  | 23  | SQ1 | 7   | 53  | 3   | 9   | 32  | 8   | Rit  | Rit | 11  | 18† | 6    | Rit | Rit1 | 16  | 121   |
| 8                                | Pascal Wehrlein    | 5   | 6   | 8   | 32  | 13  | 122 | 13  | 9   | 42  | 6   | 7   | 43  | 6    | 12  | 7   | 9   | 13   | 6   | 11   | 18  | 108   |
| 9                                | Philipp Eng        | 16  | 14  | 32  | 71  | 18  | 3   | 52  | 11  | 14  | 42  | 5   | 7   | 8    | 16  | 16  | 83  | 8    | 9   | 12   | 8   | 102   |
| 10                               | Nico Müller        | 13  | 13  | Rit | 17  | 32  | 14  | 18  | 7   | Rit | 7   | 15  | 10  | 5    | 10  | 10  | 14  | 3    | 2   | 7    | 4   | 96    |
| 11                               | Mike Rockenfeller  | 14  | 2   | 11  | 8   | 11  | 4   | 15  | 16  | 15  | 16  | 10  | 6   | 10   | 9   | 6   | 13  | 23   | 8   | 6    | 11  | 87    |
| 12                               | Bruno Spengler     | 6   | 8   | 53  | 15  | 12  | SQ  | 6   | 4   | 12  | 13  | 17  | 14  | Rit  | 11  | 23  | 4   | Rit  | 14  | 9    | 6   | 85    |
| 13                               | Robin Frijns       | 18  | 12  | 13  | 10  | 7   | 8   | 12  | 8   | 5   | Rit | 12  | 12  | 2    | 4   | 17  | 10  | 11   | NP  | 2    | 5   | 84    |
| 14                               | Joel Eriksson      | 12  | 43  | 12  | 9   | 17  | 6   | 9   | 12  | 9   | 11  | 14  | 13  | 12   | 1   | 12  | 6   | 15   | 5   | 15   | 9   | 72    |
| 15                               | Daniel Juncadella  | 8   | 18  | 14  | 12  | 10  | 11  | 8   | 31  | 16  | 12  | 1   | 9   | 14†  | 173 | 15  | 17† | 141  | 11  | 14   | 15  | 61    |
| 16                               | Augusto Farfus     | 15  | 10  | 10  | 16  | 15  | 7   | 14  | 17  | 8   | 5   | 2   | Rit | 11   | Rit | 9   | 7   | 9    | Rit | Rit  | 7   | 56    |
| 17                               | Loïc Duval         | 10  | 5   | Rit | 13  | 8   | 9   | 17  | 18  | 11  | 15  | Rit | 16  | 4    | 71  | 8   | 12  | Rit  | 15  | 5    | 12  | 54    |
| 18                               | Jamie Green        | 19  | 17  | Rit | 6   | 9   | 13  | 11  | 15  | 10  | 14  | 11  | 15  | Rit  | 8   | 14  | 15  | 5    | 12  | 13   | 17  | 27    |
| Piloti ospiti non classificabili |                    |     |     |     |     |     |     |     |     |     |     |     |     |      |     |     |     |      |     |      |     |       |
|                                  | Alessandro Zanardi |     |     |     |     |     |     |     |     |     |     |     |     | 13   | 5   |     |     |      |     |      |     |       |
|                                  | Sébastien Ogier    |     |     |     |     |     |     |     |     |     |     |     |     |      |     |     |     | 12   | 16  |      |     |       |
|                                  | Mattias Ekström    | 17  | 16  |     |     |     |     |     |     |     |     |     |     |      |     |     |     |      |     |      |     |       |
| Pos.                             | Pilota             | HOC | HOC | LAU | LAU | HUN | HUN | NOR | NOR | ZAN | ZAN | BRH | BRH | MIS  | MIS | NÜR | NÜR | RBR  | RBR | HOC  | HOC | Punti |

| Colore  | Risultato             |
| ------- | --------------------- |
| Oro     | Vincitore             |
| Argento | 2º posto              |
| Bronzo  | 3º posto              |
| Verde   | Finito a punti        |
| Blu     | Finito senza punti    |
| Viola   | Ritirato (Rit)        |
| Viola   | Non classificato (NC) |
| Rosso   | Non qualificato (NQ)  |
| Nero    | Squalificato (SQ)     |
| Bianco  | Non partito (NP)      |
| Bianco  | Non ha gareggiato     |
| Bianco  | Infortunato (INF)     |
| Bianco  | Escluso (ES)          |
| Bianco  | Gara cancellata (C)   |

#### Classifica scuderie
| Pos. | Costruttore                                | Macchina | HOC | HOC | LAU | LAU | HUN | HUN | NOR | NOR | ZAN | ZAN | BRH | BRH | MIS  | MIS | NÜR | NÜR | RBR  | RBR | HOC  | HOC | Punti |
| ---- | ------------------------------------------ | -------- | --- | --- | --- | --- | --- | --- | --- | --- | --- | --- | --- | --- | ---- | --- | --- | --- | ---- | --- | ---- | --- | ----- |
| 1    | Mercedes-AMG Motorsport Petronas           | 2        | 1   | 3   | 9   | 13  | 6   | 15  | 2   | 132 | 1   | 21  | 6   | 21  | Rit  | 14  | 32  | 52  | 10   | 31  | 42   | 3   | 363   |
| 1    | Mercedes-AMG Motorsport Petronas           | 94       | 5   | 6   | 8   | 32  | 13  | 122 | 13  | 9   | 42  | 6   | 7   | 43  | 6    | 12  | 7   | 9   | 13   | 6   | 11   | 18  | 363   |
| 2    | Mercedes-AMG Motorsport Remus              | 3        | 7   | 9   | 6   | 4   | 1   | 53  | 4   | 6   | 23  | 3   | 16  | 12  | 1    | 6   | 18  | 2   | 4    | 43  | 8    | 14  | 292   |
| 2    | Mercedes-AMG Motorsport Remus              | 23       | 8   | 18  | 14  | 12  | 10  | 11  | 8   | 31  | 16  | 12  | 1   | 9   | 14†  | 173 | 15  | 17† | 141  | 11  | 14   | 15  | 292   |
| 3    | Audi Sport Team Rosberg                    | 33       | 9   | 72  | Rit | NP  | 4   | 10  | 16  | 14  | 17  | 13  | 43  | 3   | Rit3 | 3   | 1   | 1   | 1    | 1   | 1    | 12  | 278   |
| 3    | Audi Sport Team Rosberg                    | 53       | 19  | 17  | Rit | 6   | 9   | 13  | 11  | 15  | 10  | 14  | 11  | 15  | Rit  | 8   | 14  | 15  | 5    | 12  | 12   | 17  | 278   |
| 4    | Silberpfeil Energy Mercedes-AMG Motorsport | 22       | 2   | 15  | 41  | 14  | 23  | SQ1 | 7   | 53  | 3   | 9   | 32  | 8   | Rit  | Rit | 11  | 18† | 6    | Rit | Rit1 | 16  | 261   |
| 4    | Silberpfeil Energy Mercedes-AMG Motorsport | 48       | 4   | Rit | 1   | 11  | 5   | SQ  | 1   | 2   | 13  | 8   | 8   | 17  | 32   | 2   | 13  | 11  | 16   | 10  | 10   | 13  | 261   |
| 5    | BMW Team RMR                               | 16       | 3   | 1   | 2   | 5   | 14  | 2   | 10  | 10  | 6   | 10  | 13  | 11  | 7    | 15  | 4   | 16  | Rit2 | 7   | 3    | 10  | 246   |
| 5    | BMW Team RMR                               | 25       | 16  | 14  | 32  | 71  | 18  | 3   | 52  | 11  | 14  | 42  | 5   | 7   | 8    | 16  | 16  | 83  | 8    | 9   | 12   | 8   | 246   |
| 6    | BMW Team RMG                               | 11       | 112 | 11  | 7   | 2   | 16  | 1   | 3   | 1   | 7   | 17  | 9   | 5   | 9    | 13  | 5   | 3   | 7    | 13  | 16   | 21  | 220   |
| 6    | BMW Team RMG                               | 15       | 15  | 10  | 10  | 16  | 15  | 7   | 14  | 17  | 8   | 5   | 2   | Rit | 11   | Rit | 9   | 7   | 9    | Rit | Rit  | 7   | 220   |
| 7    | Audi Sport Team Abt Sportsline             | 4        | 18  | 12  | 13  | 10  | 7   | 8   | 12  | 8   | 5   | Rit | 12  | 12  | 2    | 4   | 17  | 10  | 11   | NP  | 2    | 5   | 180   |
| 7    | Audi Sport Team Abt Sportsline             | 51       | 13  | 13  | Rit | 17  | 32  | 14  | 18  | 7   | Rit | 7   | 15  | 10  | 5    | 10  | 10  | 14  | 3    | 2   | 7    | 4   | 180   |
| 8    | BMW Team RBM                               | 7        | 6   | 8   | 53  | 15  | 12  | SQ  | 6   | 4   | 12  | 13  | 17  | 14  | Rit  | 11  | 23  | 4   | Rit  | 14  | 9    | 6   | 157   |
| 8    | BMW Team RBM                               | 47       | 12  | 43  | 12  | 9   | 17  | 6   | 9   | 12  | 9   | 11  | 14  | 13  | 12   | 1   | 12  | 6   | 15   | 5   | 15   | 9   | 157   |
| 9    | Audi Sport Team Phoenix                    | 28       | 10  | 5   | Rit | 13  | 8   | 9   | 17  | 18  | 11  | 15  | Rit | 16  | 4    | 71  | 8   | 12  | Rit  | 15  | 5    | 12  | 141   |
| 9    | Audi Sport Team Phoenix                    | 99       | 14  | 2   | 11  | 8   | 11  | 4   | 15  | 16  | 15  | 16  | 10  | 6   | 10   | 9   | 6   | 13  | 23   | 8   | 6    | 11  | 141   |
| Pos. | Team                                       | Macchina | HOC | HOC | LAU | LAU | HUN | HUN | NOR | NOR | ZAN | ZAN | BRH | BRH | MIS  | MIS | NÜR | NÜR | RBR  | RBR | HOC  | HOC | Punti |

#### Classifica costruttori
| Pos. | Costruttore   | HOC | HOC | LAU | LAU | HUN | HUN | NOR | NOR | ZAN | ZAN | BRH | BRH | MIS | MIS | NÜR | NÜR | RBR | RBR | HOC | HOC | Punti |
| ---- | ------------- | --- | --- | --- | --- | --- | --- | --- | --- | --- | --- | --- | --- | --- | --- | --- | --- | --- | --- | --- | --- | ----- |
| 1    | Mercedes-Benz | 78  | 25  | 54  | 55  | 66  | 16  | 68  | 59  | 76  | 50  | 63  | 67  | 53  | 31  | 23  | 32  | 24  | 40  | 22  | 16  | 918   |
| 2    | BMW           | 26  | 46  | 53  | 39  | 0   | 72  | 39  | 38  | 20  | 25  | 30  | 16  | 12  | 26  | 43  | 46  | 14  | 18  | 18  | 42  | 623   |
| 3    | Audi          | 3   | 36  | 0   | 13  | 41  | 19  | 0   | 10  | 11  | 32  | 14  | 24  | 42  | 50  | 41  | 29  | 69  | 49  | 67  | 49  | 599   |
| Pos. | Costruttore   | HOC | HOC | LAU | LAU | HUN | HUN | NOR | NOR | ZAN | ZAN | BRH | BRH | MIS | MIS | NÜR | NÜR | RBR | RBR | HOC | HOC | Punti |

| Colore  | Risultato             |
| ------- | --------------------- |
| Oro     | Vincitore             |
| Argento | 2º posto              |
| Bronzo  | 3º posto              |
| Verde   | Finito a punti        |
| Blu     | Finito senza punti    |
| Viola   | Ritirato (Rit)        |
| Viola   | Non classificato (NC) |
| Rosso   | Non qualificato (NQ)  |
| Nero    | Squalificato (SQ)     |
| Bianco  | Non partito (NP)      |
| Bianco  | Non ha gareggiato     |
| Bianco  | Infortunato (INF)     |
| Bianco  | Escluso (ES)          |
| Bianco  | Gara cancellata (C)   |